# Polski Klub Demokratyczny
Polski Klub Demokratyczny – organizacja przedstawicieli polskich stronnictw demokratycznych, powołana w marcu 1917 roku w Moskwie. Jego członkami byli m. in: Aleksander Lednicki, Ludwik Józef Evert, Ludwik Darowski.